# Сінано (авіаносець)
Сінано  (яп. 信濃, англ. Shinano) — японський важкий авіаносець часів Другої світової війни.

## Історія створення
Втрата чотирьох авіаносців в битві за Мідвей, яка стала наслідком ударів американської палубної авіації, красномовно свідчила про перевагу авіаносців перед лінкорами та переконала японців у необхідності негайного збільшення їх кількості.
Більшість японських програм з переобладнання в авіаносці інших кораблів почалась саме у той час, і наймасштабніший був проєкт «Сінано», який був переобладнаний із недобудованого лінкора типу «Ямато».

## Конструкція

### Корпус
«Сінано» мав повну водотоннажність 72 000 тонн, перевершити яку змогли тільки післявоєнні авіаносці ВМС США. Корпус корабля був оснащений 200-мм броньованою палубою та відповідним вертикальним захистом. Товщина злітної палуби становила 80 мм майже на всій площі.
Злітно-посадкова палуба була більш ніж на метр коротша, але значно ширша, ніж на «Тайхо», який мав удвічі меншу водотоннажність. Оскільки «Сінано» був занадто тихохідним, щоб бути ударним авіаносцем, то він навіть не був оснащений катапультами. Спочатку на авіаносці планувалось розмістити 18 літаків, але на момент закінчення будівництва він міг нести авіагрупу зі 45 літаків. Але це було занадто мало для найбільшого у світі авіаносця. Велику місткість корабля передбачалось використовувати для забезпечення ударних авіаносців паливом, боєприпасами, резервними літаками, а також для ремонту та відновлення авіатехніки.
Як і «Тайхо», «Сінано» мав суміщену з острівною надбудовою димовою трубою.

### Зенітне озброєння
За проєктом, зенітне озброєння мало складатись з нових 100-мм гармат («Тип 98»), але через їх відсутність були розміщені 127-мм гармати («Тип 89»). Малокаліберна зенітна артилерія складалась з 35 строєних 25-мм зенітних автоматів («Тип 96»). Перед першим походом терміново були розміщені ще 40 одноствольних автоматів. Крім того, розмістили 12 28-ствольних установок некерованих ракет.
Система керування зенітним вогнем була аналогічна до тієї, яка була на «Тайхо».

## Перший похід

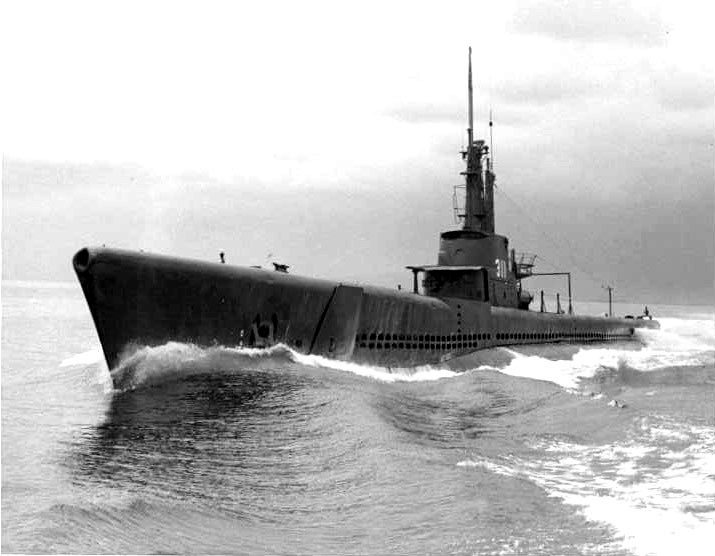
Американський ПЧ «Арчерфіш»

У жовтні 1944 року «Сінано» вирушив з Йокосуки в Куре для остаточного оснащення. Його супроводжував ескорт з трьох есмінців — «Ісокадзе», «Юкікадзе», «Хамакадзе» (всі — типу «Кагеро»).
Командир авіаносця Тосіо Абе мав інформацію про те, що поблизу узбережжя Японії діють великі сили американських підводних човнів, але він вважав, що велика швидкість дасть змогу відірватись від них, а значна броня бортового поясу витримає влучання декількох торпед без значних пошкоджень.
О 22.45 сигнальники з «Сінано» помітили американський підводний човен «Арчерфіш». На перехоплення вирушив есмінець «Ісокадзе», але командир «Сінано» Абе повернув його назад — певно, він не хотів розпорошувати сили на човен, який не становив великої загрози.
Всю ніч «Арчерфіш» гнався за «Сінано», який йшов зі швидкістю 20 вузлів протичовновим зигзагом. О 22:30 через перегрів підшипника одного з гребних валів «Сінано» змушений був зменшити швидкість до 18 вузлів. Швидкість авіаносця та підводного човна зрівнялись.
О 3:17 29 листопада 1944 року SS-311 «Арчерфіш» здійснив залп 6 торпедами. Чотири з них влучили у ціль — в центральну частину правого борту. Відразу після торпедної атаки есмінці супроводження атакували підводний човен глибинними бомбами, скинувши 14 бомб, але «Арчерфіш» вийшов з-під удару.
Командир «Сінано» вважав пошкодження несуттєвими та вирішив продовжити перехід. Але корабель ще був недобудований, на ньому не було встановлене все необхідне обладнання, зокрема, насоси для відкачування води. Водонепроникні перегородки не були перевірені на герметичність, в них не були ущільнені місця проходу кабелів, трубопроводів та комунікацій.
До 9:00 на «Сінано» була повністю припинена подача енергії. Корабель нахилився на 20 градусів. Есмінці супроводу безуспішно намагались відбуксирувати корабель ближче до берега.
Близько 10 години почалась операція з евакуації команди. О 10:55 «Сінано» став швидко занурюватись у воду. Він затонув через 17 годин після виходу в свій перший бойовий похід (і через 7 годин після влучання торпед) за 65 миль від найближчого узбережжя.
Було врятовано 1 080 чоловік з екіпажу «Сінано», 1 435 людей були оголошені зниклими безвісти. Командир корабля, капітан 1-го рангу Абе та вахтовий лейтенант Ясуда відмовились покидати корабель.
«Сінано» загинув, як і всі кораблі типу «Ямато», внаслідок втрати остійності.